# Psapharochrus alboniger
Psapharochrus alboniger är en skalbaggsart som först beskrevs av Bates 1861.  Psapharochrus alboniger ingår i släktet Psapharochrus och familjen långhorningar. Inga underarter finns listade i Catalogue of Life.